# Kızılören, Meram
Kızılören là một thị trấn thuộc quận Meram, tỉnh Konya, Thổ Nhĩ Kỳ. Dân số thời điểm năm 2011 là 1.318 người.